# Benedictinas de Priscila
La Congregación de Priscila (oficialmente en italiano: Congregazione di Priscilla) es una congregación religiosa católica de monjas benedictinas, de vida monástica y de derecho pontificio, fundada por Giulio Belvederi, en los territorios de las Catacumbas de Priscila, en 1936. A las religiosas de este instituto se les conoce como benedictinas de Priscilla.

## Historia

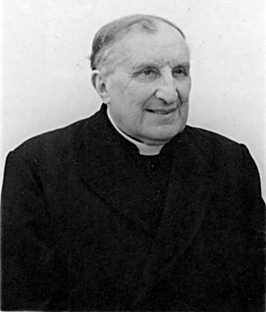
Giulio Belvederi (1882-1959), fundador de la congregación.

La Congregación de Hermanas de los Pobres de Santa Catalina de Siena, fundada por Savina Petrilli, fundó una comunidad en las Catacumbas de Priscila, en Roma, para la atención espiritual del lugar. Dicha comunidad, con la intención de llevar una vida más contemplativa, secundadas por Giulio Belvederi, decidieron independizarse y formar una congregación religiosa autónoma, afiliada a la Orden de San Benito. El 21 de octubre de 1936 fue sancionada la independencia de las religiosas que tomaron el nombre de Congregación de Priscila. El 20 de enero de 1937, la congregación recibió la aprobación del obispo suburbicario de Sabina-Poggio Mirteto, como instituto religioso de derecho diocesano. La Santa Sede le reconoció como instituto pontificio, por Decretum laudis del 10 de febrero de 1948.

## Organización
La Congregación de Priscila es un instituto religioso pontificio centralizado, cuyo gobierno es ejercido por la superiora general, coadyuvada por su consejo. La sede central se encuentra en Roma. La congregación hace parte de la Confederación Benedictina.
Las se dedican a la vida contemplativa, viviendo según el modelo de la Regla de san Benito, sin embargo, han favorecido al campo científico, colaborando con la Santa Sede en los estudios realizados en las Catacumbas de Priscila y otros lugares arqueológicos. Además se dedican a la estampa, la promoción de congresos de arqueología sacra y la guía turística. En 2015, el instituto contaba con unas 29 religiosas y 3 conventos, presentes todos en Italia.